# Potten, Norrbotten
Potten är en sjö i Kalix kommun i Norrbotten och ingår i Sangisälvens huvudavrinningsområde.